# Kiss (manga)
 Denne artikel omhandler mangaen Kiss. For andre betydninger, se Kiss (flertydig).
Kiss (運命にKiss Unmei ni Kiss) er en enbinds manga fra 1998 af Eiki Eiki. Den er ikke oversat til dansk, men Egmont Manga & Anime har udsendt en tysk oversættelse.

## Synopsis
Mødrene til Fumiya Yoshino og Fumioto Kumagai, kaldet Ayane, ser gerne deres børn gift men har i farten overset, at de begge er drenge. Det rører dog ikke Fumioto, der kun glæder sig over, at de bliver klassekammerater. Fumiya er indledningsvis afvisende men efterhånden bedres forholdet. Men så kommer Fumiotos tvillingsøster Kotone ind i billedet, og hun undslår sig ikke for ufine midler for at vinde Fumiya.

## Manga
Udover hovedhistorien indeholder bindet også bonushistorierne Skoleafslutning og Gennemsnitslykke om to af bifigurerne, barndomsvennerne drengen Shigeru Takagishi og pigen Chika Mizui.
Shigeru og Chika dukker også op som bifigurer i Dear Myself og Dear Myself 2 - World's End, i det Chika er søster til den ene hovedperson Hirofumi. I bonushistorien Hvedebrødsdage i World's End er Shigeru også med til Fumiyas og Fumiotos ærgrelse.
| Bind | Titel | Udgivet       | ISBN-nr.           |
| --- | ----- | ------------- | ------------------ |
| - | Kiss  | 1. april 1998 | ISBN 4-403-61494-9 |
| Kiss: Se synopsis ovenfor. Skoleafslutning: Gymnasietiden nærmer sig sin afslutning. Til Shigerus ærgrelse har barndomsveninden Chika et særdeles venskabeligt forhold til klassekammeraten Ayaka. Men da en dreng bliver forelsket i Ayaka, rammer det Chikas følelser hårdt. Gennemsnitslykke: Chika har stadig affærer, nu med mænd, til voksende frustration for Shigeru, der også må døje med universitetskammeraten Yoshitaka Tsuda, der er lun på ham, og hans tre ældre brødre, der er lige lovlig glade for ham. Men så opdager Yoshitaka tilfældigvis, at en mand der har inviteret Chika har mere end bare drinks i tankerne. |       |               |                    |